# SN 1970P
SN 1970P – supernowa odkryta 4 czerwca 1970 roku w galaktyce NGC 5230. W momencie odkrycia miała maksymalną jasność 17,20m.